# Vidal Sassoon

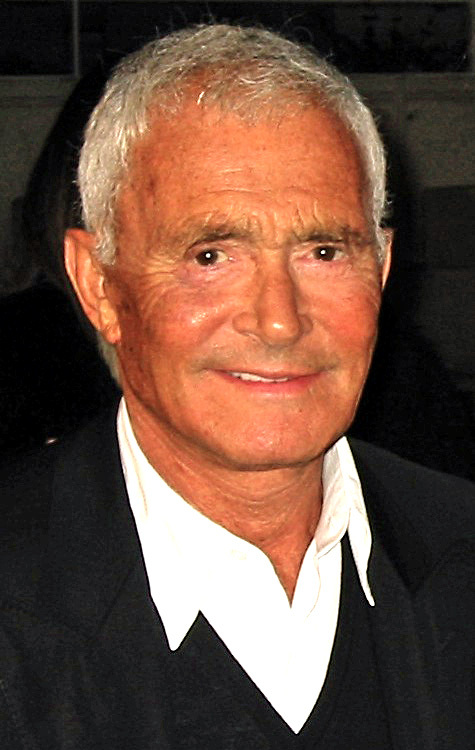
Vidal Sassoon

Vidal Sassoon (ur. 17 stycznia 1928 w Londynie, zm. 9 maja 2012) – brytyjski stylista i fryzjer, twórca nowoczesnych i rozpoznawalnych fryzur, odznaczony Orderem Imperium Brytyjskiego. Znany głównie dzięki prostym, geometrycznym, inspirowanym stylem bauhausu fryzurom, znanym też jako bob. Ze względu na popularność jego stylu, opisywany jako "gwiazda rocka, artysta i rzemieślnik, który zmienił świat parą nożyczek."